# Масаши Кишимото
Масаши Кишимото (транслит. , рођен 8. новембра 1974) је јапански манга уметник, најпознатији по делу Naruto. Закључно са 2020. годином, манга је продата у преко 250 милиона примерака широм света. Серијал је адаптиран у два анимеа, више филмова, видео игара, као и мноштво сродних медија. Поред рада на манги, Кишимото је такође био супервизор два Наруто филма, као и креатор неколико једнократних прича. 2019. године, Кишимото је био аутор манге Samurai 8: Hachimaru Den, која се завршила марта 2020. године. Од маја 2016. године до октобора 2020. године, био је и супервизор Боруто манге, да би касније, у новембру 2020. године, преузео и улогу писца. 

## Биографија
Кишимото је рођен у Окајама префектури у Јапану, као старији од двоје близанаца. Када се родио, његови родитељи су по тадашњем обичају испред њега ставили три предмета који одређују судбину детета. Његов брат близанац Сеиши је узео четкицу, док је Масаши узео новац. Због овог чина, Кишимото је често у интервјуима спомињао да је био "зло" дете. Његов дом је био близу Хирошиме одакле је и његов деда. Током свог детињства, Кишимото је показао интересовање за цртање ликова из аниме серија. 
У основној школи, Кишимото је почео да гледа и Змајеву куглу заједно са својим братом. Током наредних година, почиње да идолизује творца Змајеве кугле Акиру Торијаму. Кишимото је Торијаму сматрао Богом свог детињства, и највећим идолом. 
У средњој школи, почео је да губи интересовање за мангу када је почео да игра бејзбол и кошарку, спортове који су били практиковани у његовој школи. Међутим, када је видео постер за анимирани филм Акира, Кишимото је постао фасциниран начином на који је илустрација направљена и пожелео је да имитира стил творца Кацухира Отома. Толико је био изненађен читањем манге Акире, да је сматрао да никад не може достићи тај ниво. Током последњих година средње школе, он проводи време цртајући манге и одлази на уметнички колеџ са надом да ће постати манга уметник. У том периоду постаје и велики обожавалац манге Oštrica besmrtnika као и Rurouni Kenshin. 
У другој години колеџа, Кишимото је почео да црта мангу за такмичења у часописима. Међутим, приметио је да су његова дела слична сеинен манги, усмереној ка одраслој популацији, а не шонен манги коју читају деца и тинејџери. У жељи да напише мангу за Weekly Shōnen Jump (који циља на млађу демографију), Кишимото је сматрао да његов стил није прикладан за часопис. За време гледања аниме филма Hashire Melos постаје изненађен дизајном ликова које су аниматори користили и почиње да истражује радове аниматора. Касније упознаје Тецују Нишија, дизајнера аниме адаптације манге Ninku, за кога сматра као великим утицајем на њега. Пошто је опонашао стил цртања вишеструких дизајнера ликова из аниме серијала, полако примећује да његов сопствени стил почиње да личи на стил серија шонен типа.

## Каријера
Кишимотова прва успешна манга била је Karakuri коју је представио Шуеиши 1995. године. То му је донело почасно "Хоп Степ" награду 1996. године, додељено перспективним уметницима. Након тога добија и уредника, Косуке Јахагија, и ради на бројним одбијеним нацртима. Године 1997. написао је једнократну верзију Нарута која је објављена у Акамару Џамп магазину. У децембру 1997. године, док је обнављао Каракури за серијализацију, Кишимоту је понуђена једнократна прича у Шонен Џампу. Нова верзија Каракурија је дебитовала две недеље касније, али изненадни рокови и лоши резултати у анкетама читалаца, су довели до тога да је манга одмах отказана. 
Након неуспеха Каракурија, Кишимото је успорио свој рад и почео да се креће у правцу сеинена са нацртима за бејзбол мангу, као и за мафијашку мангу, под називом Mario, надајући се да ће пронаћи више среће у сеинен часописима. Уредник Јахаги га је убедио да пружи још једну шансу шонен жанру. Почиње да ради на сценаријима за причу под називом Магична печурка али убрзо престаје након позива Јахагија, који захтева да припреми нацрте за причу која ће бити серијализована.  Њих двојица одлучују да пошаљу нову верзију Нарута са прерађеном причом и светом, као и унапред одрађене нацрте за прва 3 поглавља. Са шестомесечним роком, Кишимото је више пута преправљао и прецртавао првих неколико поглавља серијала.
Септембра 1999. године, серијализована верзија Нарута дебитује у Шонен Џампу и убрзо постаје хит. Са преко 250 милиона продатих примерака у свету, Наруто је једна од најпродаванијих манги свих времена. Такође је адаптирана у две успешне аниме серије, Naruto и Naruto: Shippūden. Кишимото је лично затражио да Тецуја Нишио надгледа дизајн ликова Нарута када је манга адаптирана у аниме серију. Док је радио на манги, Кишимото је упознао и Еичира Оду, аутора манге One Piece којег је сматрао својим ривалом. Када се Наруто завршио, Ода је оставио поруку у последњем тому серијала у којој га признаје као ривала. 
Укључујући рад на манги, био је и дизајнер неколико ликова за видео игре Naruto: Ultimate Ninja Storm франшизе као и једног лика за видео игру Tekken 6. Уз то је учествовао и у дизајну и планирању приче деветог Наруто филма, Road to Ninja: Naruto the Movie. Додатно, радио је на још неколико пројеката. 2010. године, је произвео једнократну бејзбол мангу Bench као део Џамповог пројекта, у којој су учествовали и други познати Џамп манга уметници. 2013. године, објављује и  једнократну верзију своје дуго одлагане мафијашке манге, Mario, засновану на грубом нацрту од 160 страница на којој је почео да ради пре него што је Наруто постао серијал. 
Манга се завршила 10. новембра 2014. године, након више од 15 година серијализације, са укупно 700 поглавља сакупљених у 72 томова. Месец дана касније дебитује и филм The Last: Naruto The Movie у чијој супервизацији је учествовао и сам Кишимото, у улози стварања концепта приче и рада филма, као и дизајнера ликова. Филм служи као мост који повезује крај и епилог манге.
Након Нарутовог закључка, Кишимото се укључио у пројекат који обележава завршетак манге и 15. годишњицу. Шонен Џамп је објавио да ће 2015. бити објављена мини-манга-серија, чији је аутор Кишимото. Минисерија, Naruto Gaiden: Nanadaime Hokage to Akairo no Hanatsuzuki, трајала је од априла до јула 2015. године , и служила као пролог за премијеру филма Boruto: Naruto the Movie 7. августа 2015. године, који прати причу Нарутовог сина. Превасходно ранијим учешћима и раду, Кишимото је по први пут учествовао и у писању комплетног сценарија филма. Boruto: Naruto The Movie постаје најуспешнији Наруто филм, са зарадом од скоро 40 милиона долара. На питање глумице Борута Узумакија, Јуко Санпеи, да настави да прави Наруто филмове, Кишимото је изјавио да прави паузу и да је физички исцрпљен после 15 година рада на манги.
Крајем 2015. године објављено је да ће Кишимото надгледати месечну манга серију Boruto: Naruto Next Generations,  која почиње у пролеће 2016. године и прати причу деце главних ликова. Илустратор ове манге постаје Кишимотов главни асистент за време рада на Наруту, Микио Икемото, а писац постаје његов партнер у писању сценарија за Боруто филм, Укјо Кодачи. Мангу је претходила и једнократна манга прича, Naruto Gaiden: Michita Tsuki ga Terasu Michi, коју је написао и илустровао Кишимото. 
Средином 2019. године, Кишимото објављује своју нову научно-фантастичну мангу, Samurai 8: Hachimaru Den, у Шонен Џампу, након неколико година најављивања. Радио је у улози писца, док је за илустратора био изабран још један од Кишимотових бивших асистената, Акира Окубо. Међутим серијал није наишао на велики успех, и завршио се након само годину дана, средином 2020. године.  
У новембру 2020. године објављено је да Кишимото преузима улогу писца Боруто манге. Крајем 2022. године, најављена је и глобална анкета, у којој се тражило од фанова да изаберу свог омиљеног Наруто лика. Као поклон, најављено је да ће првопласирани лик добити једнократну манга причу, написану и илустровану од стране Кишимота. Након резултата анкете, лета 2023. године, он објављује једнократну мангу, Naruto Gaiden: Uzu no Naka no Tsumujikaze, која прати причу Нарутовог оца.

## Приватан живот
Кишимото је брат близанац Сеишија Кишимота, такође манга уметника. 
2003. године, Кишимото се оженио, а касније добио и сина. 

## Дела
- (1997)
- (1999 – 2014)
- (2010)
- (2013)
- (2015)
- (2016)
- као супервизор (2016 – 2020) , као писац (2020 – 2023)
- као писац (2019 – 2020)
- (2023)
- као писац (2023 – данас)